# Varta AG

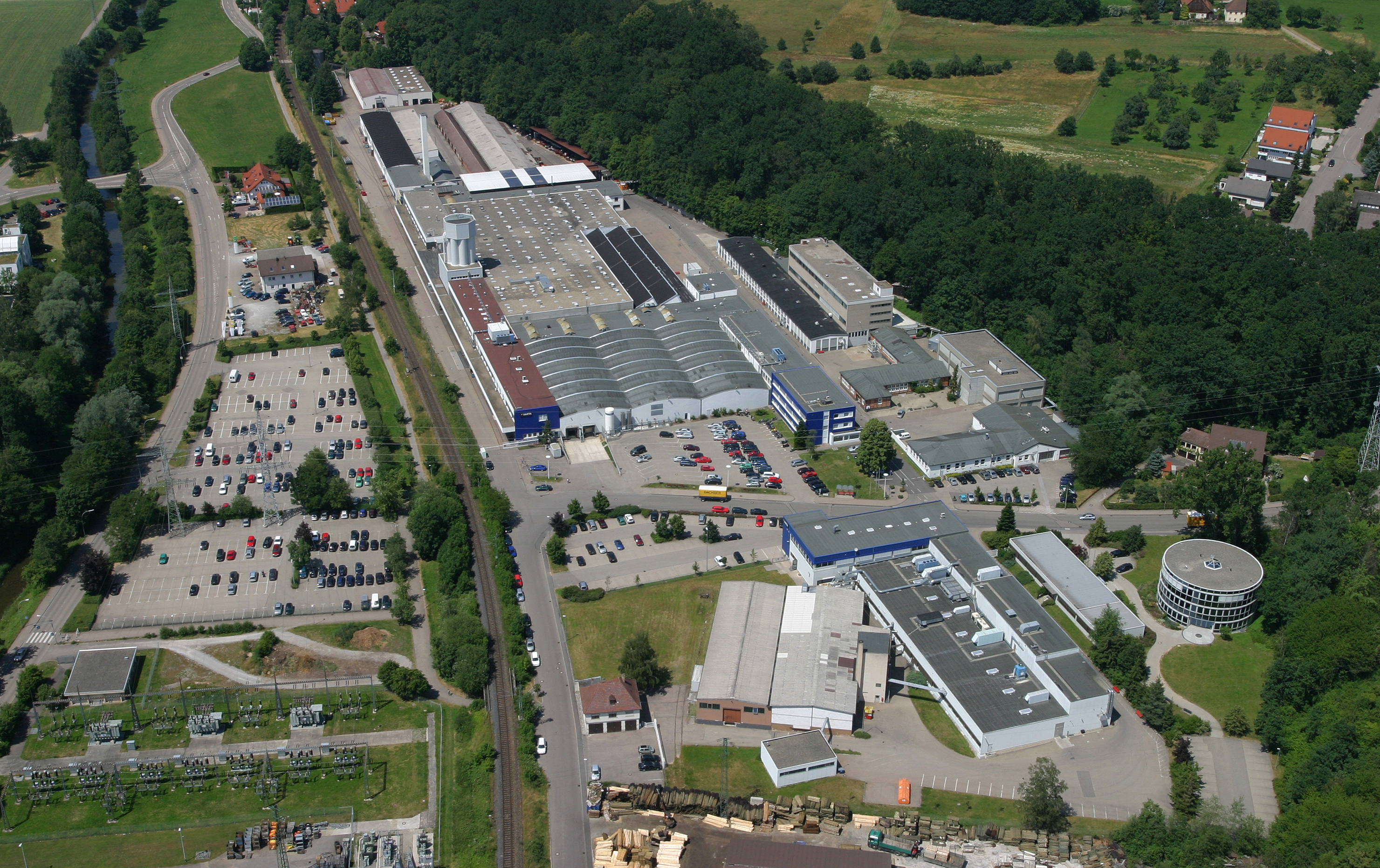
Vartas batterifabrik i Ellwangen.

Varta AG är en tysk batteritillverkare, numera uppdelad mellan olika företag och inte längre ingående i en och samma koncern.
Varta har en lång tradition som en av Tysklands äldsta tillverkare av batterier för bland annat bilindustrin och hushållen. Familjen Quandt har sedan flera generationer varit en av företagets ägare. Amerikanska JCI är huvudägare i Varta-tillverkningen av startbatterier.

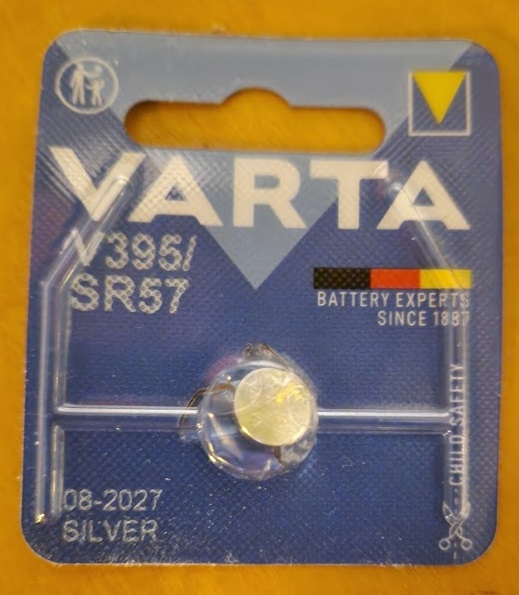
Varta-batteri av typen V395

## Historia
På 1880-talet utvecklade ingenjören Henri Tudor i Luxemburg en metod för framställning av blyackumulatorer (blybatterier). Han inledde ett samarbete med Adolf Müller i Tyskland och 1890 bildades AFA – Accumulatoren-Fabrik Aktiegesellschaft.